# Praktica
Praktica är en tysk tillverkare av kameror.
Tillverkaren var en välkänd östtysk kameratillverkare av småbildskameror i Dresden. De senaste kamerorna var försedda med E-skruvgänga och elektrisk automatiköverföring.
Vid den tyska återföreningen överlevde märket inte de traditionella kamerorna.

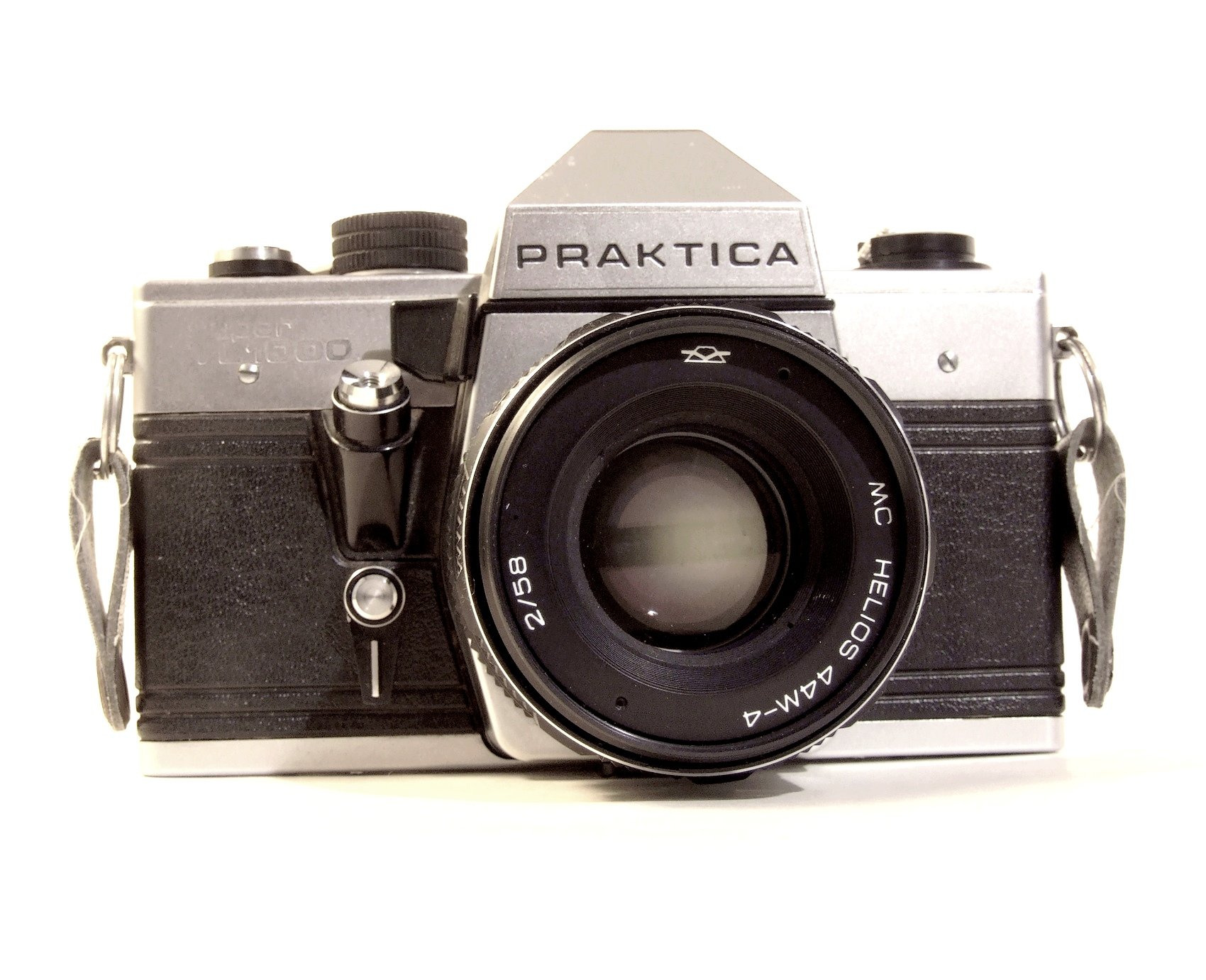
Praktica 1000
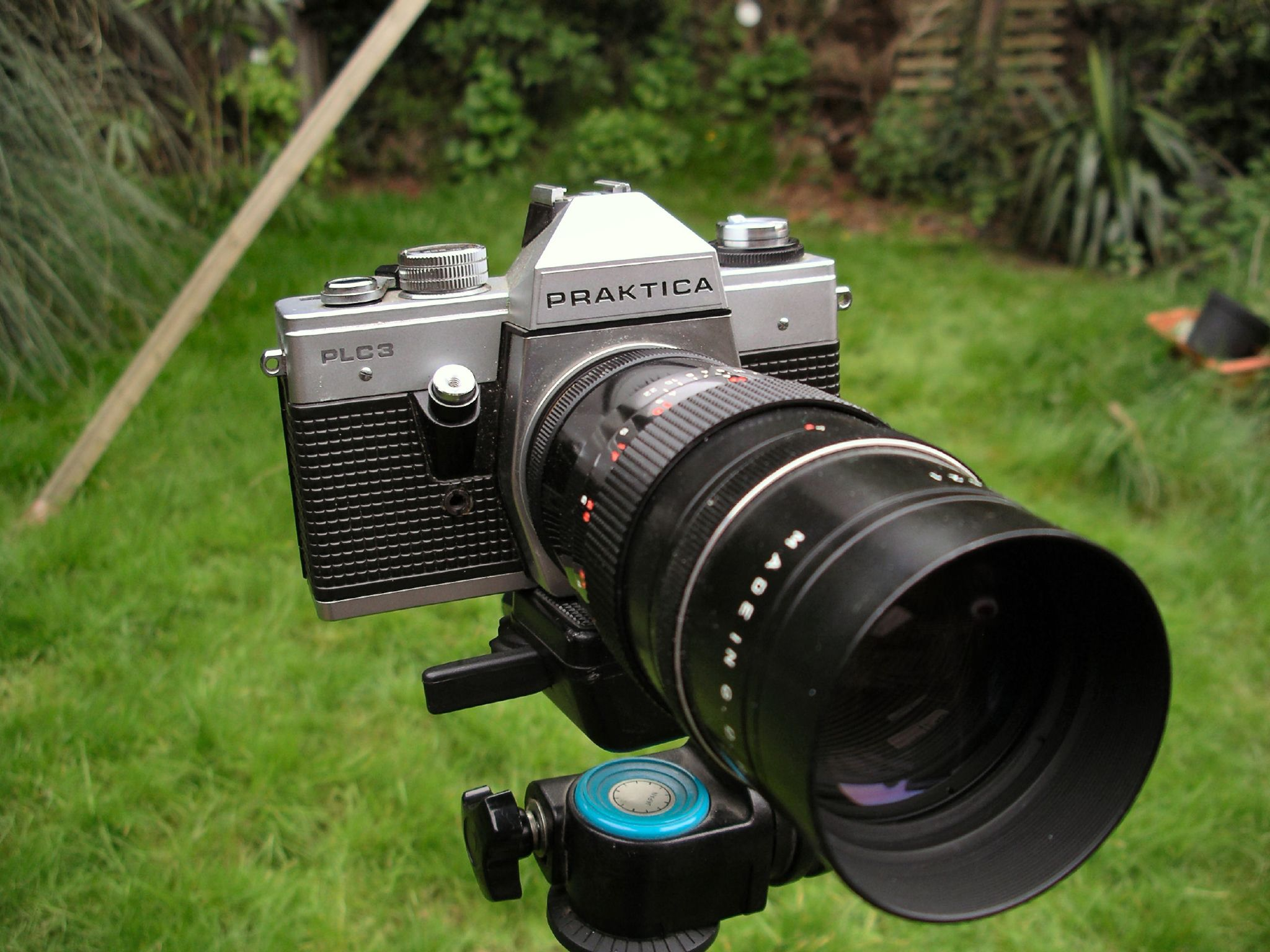
Praktica PLC3
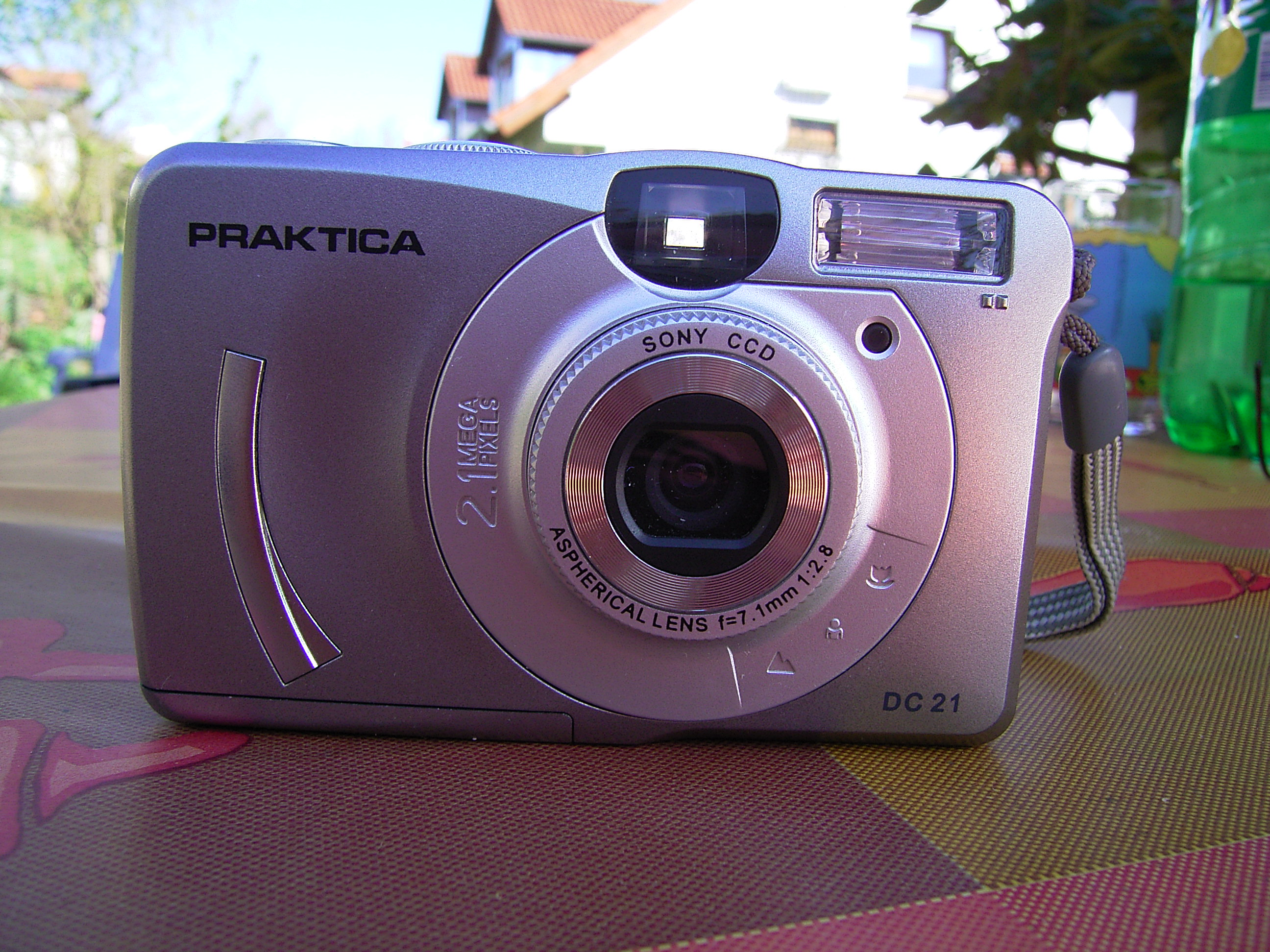
Praktica DC21